# Phytotartessus nabirensis
Phytotartessus nabirensis är en insektsart som beskrevs av Evans 1981. Phytotartessus nabirensis ingår i släktet Phytotartessus och familjen dvärgstritar. Inga underarter finns listade i Catalogue of Life.